# Victoria Football Club
O Victoria Football Club é um clube de futebol do Zimbabwe.Sua sede fica na cidade de Masvingo.

## Histórico
- ? : fundação do clube com o nome de Gutu Leopards
- 2008 : Renomear do clube com o nome de Victoria Football Club

### Classificações
| Época | I | II | III | IV | V | Pts    | J  | V  | E | D  | GM | GS | +/- | TZ |
| 2010 | . |    |     |    |   | .      | .  | .  | . | .  | .  | .  | .   | .  |
| 2009 |   | 1  |     |    |   | 64 pts | 29 | 21 | 1 | 7  | 67 | 31 | +36 |    |
| 2008 |   | 7  |     |    |   | 38 pts | 27 | 11 | 5 | 11 | 45 | 37 | +8  |    |
| 2007 |   | 11 |     |    |   | 45 pts | 38 | 13 | 6 | 19 | 44 | 50 | -6  |    |
| 2006 |   | 15 |     |    |   | 46 pts | 40 | 15 | 4 | 21 | 47 | 53 | -6  |    |
| 2005 |   | 8  |     |    |   | 64 pts | 40 | 20 | 4 | 16 | 69 | 60 | +9  |    |
| 2004 |   | 8  |     |    |   | 45 pts | 28 | 13 | 6 | 9  |    | 40 |     |    |
| I - 1.ª Divisão; II - 2.ª Divisão; III - 3.ª Divisão; IV - 4.ª Divisão; V - 5.ª Divisão; Pts - Pontos; J - Jogos; V - Vitórias; E - Empates; D - Derrotas; GM - Golos Marcados; GS - Golos Sofridos; +/- - Diferença de Golos; TR - Taça do Zimbabué |   |    |     |    |   |        |    |    |   |    |    |    |     |    |

|  |                                    |
|  | Qualificação à divisão superior    |
|  | Desqualificação à divisão inferior |